# Myrmarachne volatilis
Myrmarachne volatilis là một loài nhện trong họ Salticidae.
Loài này thuộc chi Myrmarachne. Myrmarachne volatilis được Elizabeth Maria Gifford Peckham & George William Peckham miêu tả năm 1892.